# $4.50 Theater Company
$4.50 Theater Company (Nhật: 劇団4ドル50セント Hepburn: Gekidan Yondoru Gojussento)  là một công ty rạp hát của Nhật Bản được thành lập vào năm 2017 bởi hai nhà sản xuất Nhật Bản Yasushi Akimoto và Max Matsuura của Avex. Công ty được điều hành bởi Avex AY Factory, LLC, một công ty con của Avex.

## Lịch sử
Tên của công ty được lấy từ tổng số tiền mà Janis Joplin, người mà nhà sản xuất Yasushi Akimoto hâm mộ đã cầm trên tay khi cô qua đời. Công ty bắt đầu với 31 thành viên được lựa chọn thông qua các cuộc thử giọng với sự tham dự của khoảng 5.000 người. 90% thành viên được chọn không hề có kinh nghiệm diễn xuất. Mặc dù là một công ty sân khấu nhưng các thành viên của công ty cũng thực hiện nhiều hoạt động khác nhau như người mẫu, tham gia các chương trình truyền hình và âm nhạc.
Vào ngày 30 tháng 10 năm 2017, công ty thông báo rằng các thành viên của họ sẽ xuất hiện trong quảng cáo cho phiên bản PlayStation 4 của Call of Duty: WWII.